# Star of the West

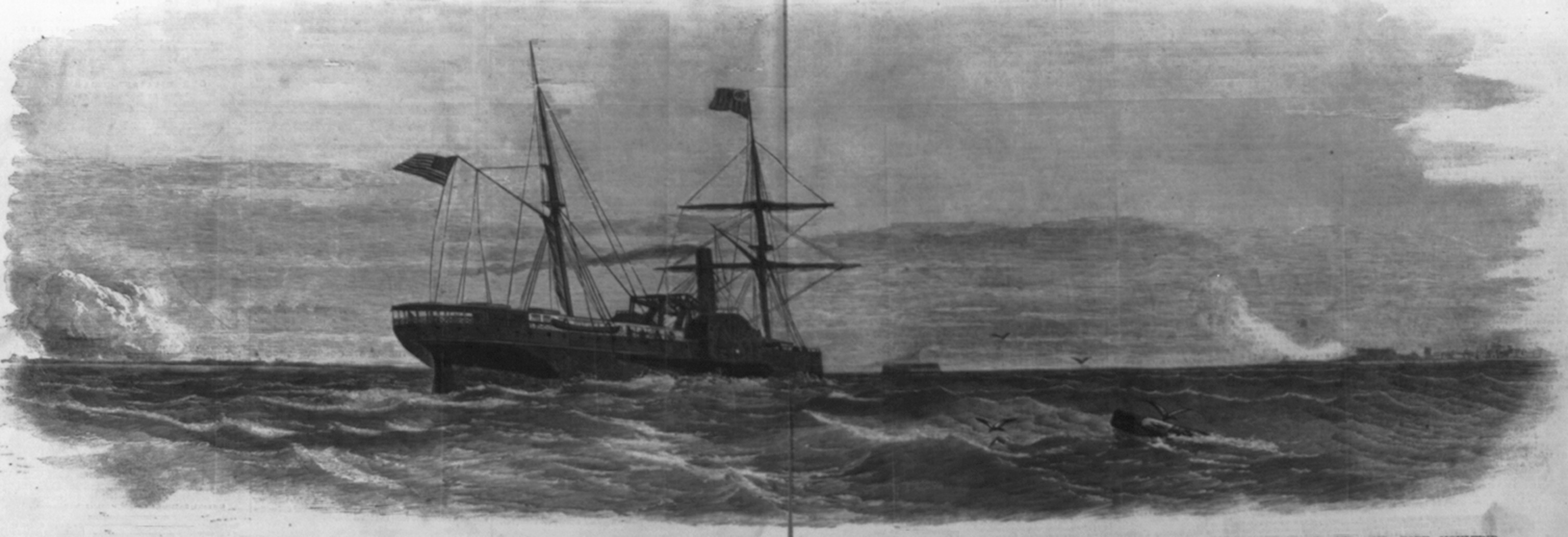
Parowiec Star of the West zbliżający się do Fort Sumter

Star of the West (ang. „Gwiazda Zachodu”) – cywilny parowiec wynajęty przez rząd Stanów Zjednoczonych w celu przewiezienia zaopatrzenia wojskowego i posiłków dla garnizonu twierdzy Fort Sumter w ramach przygotowań do wojny secesyjnej. Okręt zastępował USS Brooklyn, slup wojenny o napędzie śrubowym, który dalej eskortował Star of the West.

## Informacje ogólne
Star of the West był parostatkiem o wyporności 1172 ton zbudowanym przez Jeremiaha Simonsona w Nowym Jorku dla Corneliusa Vanderbilta i został wodowany 17 czerwca 1852 roku. Jego długość wynosiła 228,3 stopy (prawie 70 metrów), a jego szerokość w najszerszym punkcie 32,7 stopy (10 metrów). Miał koła łopatkowe po bokach kadłuba i dwa maszty.  Rozpoczął służbę między Nowym Jorkiem a San Juan de Nicaragua 20 października 1852 roku i kontynuował dla Charlesa Morgana od lipca 1853 do marca 1856 roku. Od czerwca 1857 roku kursował między Nowym Jorkiem a Colón w Panamie dla United States Mail Steamship Company, a od września 1859 roku między Nowym Jorkiem, Hawaną i Nowym Orleanem. W styczniu 1861 roku był czarterowany przez Departament Wojny Stanów Zjednoczonych.

## Wojna domowa
9 stycznia 1861 roku, zanim powstała Konfederacja, Star of the West został ostrzelany przez kadetów college’u wojskowego The Citadel stacjonujących na Morris Island w trakcie wpływania do Zatoki Charlestona.
Uniemożliwiło to zaopatrzenie garnizonu majora Roberta Andersona w Fort Sumter. Star of the West dostał strzał ostrzegawczy w dziób i zawrócił, by opuścić zatokę. Otrzymał trzy strzały, które okazały się pierwszymi w wojnie secesyjnej. Jego misję porzucono i okręt ruszył w kierunku swojego portu macierzystego w zatoce nowojorskiej.
Statek został następnie wynajęty do transportowania żołnierzy.